# Autoplusia gammoides
Autoplusia gammoides là một loài bướm đêm trong họ Noctuidae.